# Verso una psicologia dell'essere
Verso una psicologia dell'essere (Toward a Psychology of Being) è un libro di Abraham Maslow del 1962 . A differenza degli psicologi comportamentisti, che basavano i loro studi principalmente sugli animali, e dei freudiani, che si concentravano sulle persone affette da malattie mentali, egli propone una visione dell'uomo fondata su ricerche condotte su soggetti sani.

## Contenuto
Maslow ritiene che “ciascuno di noi possiede una natura essenziale interiore”, intesa come insieme di inclinazioni e tendenze innate. Tali istinti sono però deboli e si lasciano soffocare facilmente dalla pressione culturale e dall'abitudine. Alcuni aspetti della natura interiore vengono perciò rimossi o dimenticati; ma essi permangono, sotterranei, a livello di inconscio. Se questo nucleo essenziale viene negato, la persona manifesta una malattia psicologica.
Egli stima, ottimisticamente, che la natura intima dell'uomo non sia originariamente malvagia, ma buona o neutrale (pre-morale). Gli istinti aggressivi, nelle persone sane, sono solo una reazione ad una minaccia attuale. La nevrosi, al contrario, non fa parte del nucleo intimo, ma costituisce una difesa o un'evasione rispetto ad esso: il sadico non sta esprimendo se stesso.
La conseguenza di tali premesse è che conviene incoraggiare il nucleo intimo degli individui, anziché reprimerlo: non  si dà salute psicologica senza l'accettazione e l'espressione di esso. La capacità e gli organi, infatti, costituiscono anche dei bisogni: premono per funzionare (es. i muscoli, l'intelligenza, il senso musicale ecc.). Nell'educazione dei bambini, ciò implica che è necessario coltivare la spontaneità: lasciarli crescere senza interferire troppo.
L'autore riprende la teoria della piramide dei bisogni, ma qui si concentra non tanto sui cosiddetti bisogni fondamentali (fisiologici, di sicurezza, di appartenenza e di stima), ma su ciò che sta oltre ed emerge, una volta che questi vengono appagati: l'auto-realizzazione, che è mossa da una motivazione diversa, non carenziale ma di accrescimento. Ne consegue che “la strada che conduce alla salute e alla pienezza del sé, per le masse, passa per la gratificazione dei bisogni fondamentali, anziché per la loro frustrazione”. 
Maslow si concentra quindi sulle persone auto-realizzanti e cerca di definirne le peculiarità rispetto alle persone mosse da bisogni carenziali. Il loro modo di rapportarsi al mondo, di conoscere, di amare è differente: meno ego-centrato, più oggettivo, più creativo ecc. Si affidano di più a cognizioni intuitive ed estetiche, nella convinzione che il linguaggio e i concetti siano inadatti a esprimere la totalità del reale. Realizzano con maggiore frequenza le cosiddette peak experiences, quei momenti fondamentali dell'esperienza amorosa, mistica, naturalistica, estetica, intellettuale ecc, che rendono la vita degna di essere vissuta. Non che siano immuni dalla sofferenza: la maturità, anzi, è un passaggio dagli pseudo-problemi nevrotici ai problemi reali, inerenti alla condizione umana. Viene infine evidenziata una caratteristica paradossale: l'auto-realizzazione, che è una forma di autonomia, consente di trascendere il sé, di essere meno egoisti.